# Eugène de Chambure
Pour les articles homonymes, voir Chambure.
Eugène de Chambure, né à Paris le 3 mars 1813 et mort le 6 avril 1897 à Alligny-en-Morvan, est un écrivain français, connu pour son travail sur le bourguignon-morvandiau.

## Biographie
Fils de Claude Denis Pelletier de Chambure, avocat, lieutenant du roi à Semur, directeur général des Postes des armées d'Italie, et d'Anne Sophie Rouvière, Eugène Pelletier de Chambure est issu de la famille Pelletier de Chambure, d'ancienne bourgeoisie originaire de Bourgogne. Né à Paris, il s'installe à partir de 1834 à Alligny-en-Morvan, dans la Nièvre, où il rachète le château de la Chaux qui avait appartenu aux Pelletier de Chambure, et fait reconstruire le corps de logis en 1860 et la chapelle en 1862 par l'architecte Andoche Parthiot. Il est conseiller général du canton de Montsauche de 1848 à 1871 ; il se consacre à la gestion du domaine de la Chaux, en y créant notamment le parc où il plante des séquoias et des rhododendrons.
Il se consacre également à l'étude du bourguignon-morvandiau ; son Glossaire du Morvan publié en 1878 est distingué par le prix Archon-Despérouses de l'Académie français en 1879.

## Œuvres
- « Le dernier sermon de Diderot », dans La France littéraire, tome 24, 1836, p. 348-358 Lire en ligne.
- « Andoche et Guillemette, histoire bourguignonne », dans les deux Bourgognes, études provinciales, 1838, p. 169-206 Lire en ligne.
- A Auguste Barbier, iambe, Paris, Dentu, 1840, 13 p. Lire en ligne sur Gallica.
- Transeundo, poésies, Paris, Ledoyen, 1843, 247 p.[7].
- Glossaire du Morvan : étude sur le langage de cette contrée comparé avec les principaux dialectes ou patois de la France, de la Belgique wallonne et de la Suisse romande, Paris, Honoré Champion, Autun, Dejussieu, 1878, 966 p. Lire en ligne ; réédition en fac-simile, Marseille, Lafitte reprints, 1978, avec une préface de Gérard Taverdet.